# Au cinéma Lux
 (avril 2020).
Au cinéma Lux est un roman de Janine Teisson paru en novembre 1998 aux éditions Syros et réédité en 2014.

## Résumé
Marine et Mathieu, deux passionnés de films anciens, se rencontrent régulièrement au cinéma Lux. Ils tombent amoureux l'un de l'autre. Banal ? Pas vraiment, car ils ont chacun un secret qu'ils cherchent à cacher...
Des secrets qui pourrait tout changer et changer leur relations   

## Prix littéraires
- Prix sorcières en 1999
- Prix de l’Eté du livre à Metz
- Prix Entreguillemets de Chateaubriant
- Prix Ruralivre du Pas-de-Calais

## Edition
Syros jeunesse 